# Welton le Wold
Welton le Wold är en ort och civil parish i Storbritannien.   Den ligger i grevskapet Lincolnshire och riksdelen England, i den sydöstra delen av landet, 210 km norr om huvudstaden London. Welton le Wold ligger 114 meter över havet och antalet invånare är 148.
Terrängen runt Welton le Wold är platt. Runt Welton le Wold är det ganska tätbefolkat, med 75 invånare per kvadratkilometer. Närmaste större samhälle är Louth, 5,4 km öster om Welton le Wold. Trakten runt Welton le Wold består till största delen av jordbruksmark.